# Спасское (Акмолинская область)
Спасское (каз. Спасское) — село в Сандыктауском районе Акмолинской области Казахстана. Входит в состав Максимовского сельского округа. Код КАТО — 116451400.

## География
Село расположено в южной части района на берегу реки Жабай, в 43 км на юго-запад от центра района села Балкашино, в 26 км на юг от центра сельского округа села Максимовка.

### Улицы
- ул. Алаш,
- ул. Жекебатыр,
- ул. Речная,
- ул. Школьная[2][3].

### Ближайшие населённые пункты
- село Арбузинка в 9 км на востоке
- село Новый Городок в 9 км на севере,
- село Полтавка в 10 км на юго-востоке,
- село Макеевка в 16 км на западе.

## История
Было основано в 1880 году крестьянами переселенцами.

## Население
В 1989 году население села составляло 572 человек (из них русских 56 %).
В 1999 году население села составляло 500 человек (240 мужчин и 260 женщин). По данным переписи 2009 года, в селе проживало 380 человек (190 мужчин и 190 женщин).
| Численность населения | Численность населения | Численность населения |
| 1989                  | 1999                  | 2009                  |
| --------------------- | --------------------- | --------------------- |
| 572                   | ↘500                  | ↘380                  |